# Municipio de Black Butte
El municipio de Black Butte (en inglés: Black Butte Township) es un municipio ubicado en el condado de Hettinger en el estado estadounidense de Dakota del Norte. En el año 2010 tenía una población de 41 habitantes y una densidad poblacional de 0,44 personas por km².

## Geografía
El municipio de Black Butte se encuentra ubicado en las coordenadas 46°30′00″N 102°36′49″O / 46.50000, -102.61361. Según la Oficina del Censo de los Estados Unidos, el municipio tiene una superficie total de 92.71 km², de la cual 92,71 km² corresponden a tierra firme y (0 %) 0 km² es agua.

## Demografía
Según el censo de 2010, había 41 personas residiendo en el municipio de Black Butte. La densidad de población era de 0,44 hab./km². De los 41 habitantes, el municipio de Black Butte estaba compuesto por el 100 % blancos. Del total de la población el 14,63 % eran hispanos o latinos de cualquier raza.